# Hartsville (Carolina del Sud)
Hartsville és una població dels Estats Units a l'estat de Carolina del Sud. Segons el cens del 2000 tenia 7.556 habitants.

## Demografia
Segons el cens del 2000, Hartsville tenia 7.556 habitants. La densitat de població era de 585,8 habitants/km².
Per edats la població es repartia de la següent manera: un 25% tenia menys de 18 anys, un 11,1% entre 18 i 24, un 24,7% entre 25 i 44, un 21,5% de 45 a 60 i un 17,6% 65 anys o més.
L'edat mediana era de 37 anys. Per cada 100 dones de 18 o més anys hi havia 71,7 homes.
La renda mediana per habitatge era de 26.063 $ i la renda mediana per família de 38.877 $. Els homes tenien una renda mediana de 42.295 $ mentre que les dones 22.583 $. La renda per capita de la població era de 19.318 $. Entorn del 21,6% de les famílies i el 25,8% de la població estaven per davall del llindar de pobresa.

## Poblacions més properes
El següent diagrama mostra les poblacions més properes.